# Mazgani
Shahryar Mazgani (* 1975 in Teheran) ist ein iranisch-portugiesischer Rockmusiker. Er ist dem Americana-Musikstil zuzurechnen.

## Leben
Mit der Regierungsübernahme Khomenis 1979 verließen die Eltern von Shahryar Mazgani den Iran, da sie als Angehörige der verfolgten Bahai-Religion Repressionen fürchteten. So kam Mazgani 1980 als Fünfjähriger mit seinen Eltern nach Portugal. Sie zogen nach Setúbal, wo seine Eltern Freunde hatten, und wo Mazgani seither lebt. Im Elternhaus sprach er Persisch, jedoch gibt er Portugiesisch als seine Muttersprache an, bedingt durch sein Aufwachsen in Portugal.
Er gibt an, stets ein Freund der Americana-Musik gewesen zu sein, und nennt insbesondere Leonard Cohen, Tom Waits, Bob Dylan und Nick Cave als wichtige Einflüsse. Im Alter von 20 Jahren lernte er autodidaktisch Gitarre und gründete mit 30 sein Musikprojekt, das er seither Mazgani nennt. Zuvor schloss er ein Studium der Rechtswissenschaften ab und betätigte sich als Journalist und Drehbuchautor.
Ab 2005 trat er regelmäßig öffentlich auf. 2007 erschien sein erstes Album, Song of the New Heart. Die 2009 veröffentlichte EP Tell  the People wurde in einem entlegenen Studio in Vila Velha de Ródão aufgenommen und vom Dead-Combo-Musiker Pedro Gonçalves produziert. Sie weckte die Aufmerksamkeit der Kritik in Portugal durch seine, den Blues-Wurzeln zugewandte Weiterentwicklung im Vergleich zum konventionelleren Debütalbum. Die französische Kulturzeitschrift Les Inrockuptibles zählte Mazgani daraufhin zu den vielversprechendsten neuen Namen der europäischen Musikszene, und er belegte den dritten Platz bei der International Songwriting Competition 2009, in deren Jury u. a. Tom Waits saß.
2010 schrieb er die Musik für das am Teatro Aberto inszenierte Theaterstück Sr. Puntila e o seu criado Matti (nach Brechts Herr Puntila und sein Knecht Matti), welches einen Globo de Ouro gewann. Das folgende Album Song of Distance, das zeitgleich mit den Liedern der EP aufgenommen und produziert worden war und das im Broken-Silence-Vertrieb auch in Deutschland erschien, erreichte kurzzeitig die portugiesischen Verkaufscharts.
Im April 2012 hatte der Dokumentarfilm The Road to Mazgani des portugiesischen Regisseurs Rui Pedro Tendinha Premiere beim Doclisboa-Filmfestival. Die 44 Minuten lange Dokumentation begleitet Mazganis Band von ihren Proben bis zur Tour, die sie durch verschiedene Länder Europas führte.
Sein 2013 veröffentlichtes Album Common Ground nahm Mazgani im englischen Bristol auf, produziert von John Parish, und u. a. mit Mick Harvey, dem ehemaligen Schlagzeuger von Nick Cave and the Bad Seeds, als Gastmusiker. Das Stück Distant Garden war die erste Single daraus.

## Diskografie

### Alben
- 2007: Song of the New Heart
- 2010: Song of Distance
- 2013: Common Ground
- 2015: Lifeboat
- 2017: The Poet’s Death

### Singles & EPs
- 2009: Tell the People (EP)
- 2013: Distant Garden